# Johann Pfautz
Johann Pfautz (auch Johannes Pfautz, latinisiert zu Joannes Pfautzius; * 14. April 1622 in Ulm; † 24. Mai 1674 ebenda) war ein deutscher Mediziner.

## Leben
Johann Pfautz war der Sohn des Ulmer Küfers Konrad Victor Pfautz. Nach dem Studium der Medizin an den Universitäten in Tübingen und Padua erhielt er 1646 die Doktorwürde von der letzteren verliehen. 1648 kehrte er nach Ulm zurück und begann dort zu praktizieren. Am 28. September 1652 wurde er zum Mitglied (Matrikel-Nr. 8) der Academia Naturae Curiosorum, der heutigen Leopoldina, gewählt und 1653 in das Collegium medicum der Stadt Ulm aufgenommen. Ebenfalls 1653 wurde er zum Professor für Physik am städtischen Gymnasium ernannt, erhielt aber 1671 eine Ermahnung, da er auf Grund seiner praktischen Tätigkeit als Arzt öfters seine Collegien versäumte. 1668 wurde er als Nachfolger von Veit Riedlin senior (1628–1668) zum Hospitalphysicus ernannt, welche Stellung er bis zu seinem Tod am 24. Mai 1674 innehatte.

## Werke (Auswahl)
- Descriptio Graminis Medici Plenior, Ex Variis Haud Infimae Notae Scriptoribus, De Nomine, Forma, Loco, Tempore, Qualitatibus ac Viribus, usuque ejus interno et externo scitu non indigna continens; cum additione descriptionis Ampeloprasi proliferi. Exscripsit Balthasar Kühne, Ulmae 1656, urn:nbn:de:bvb:12-bsb11219377-1 (Latein).